# Classic Brugge-De Panne 2023

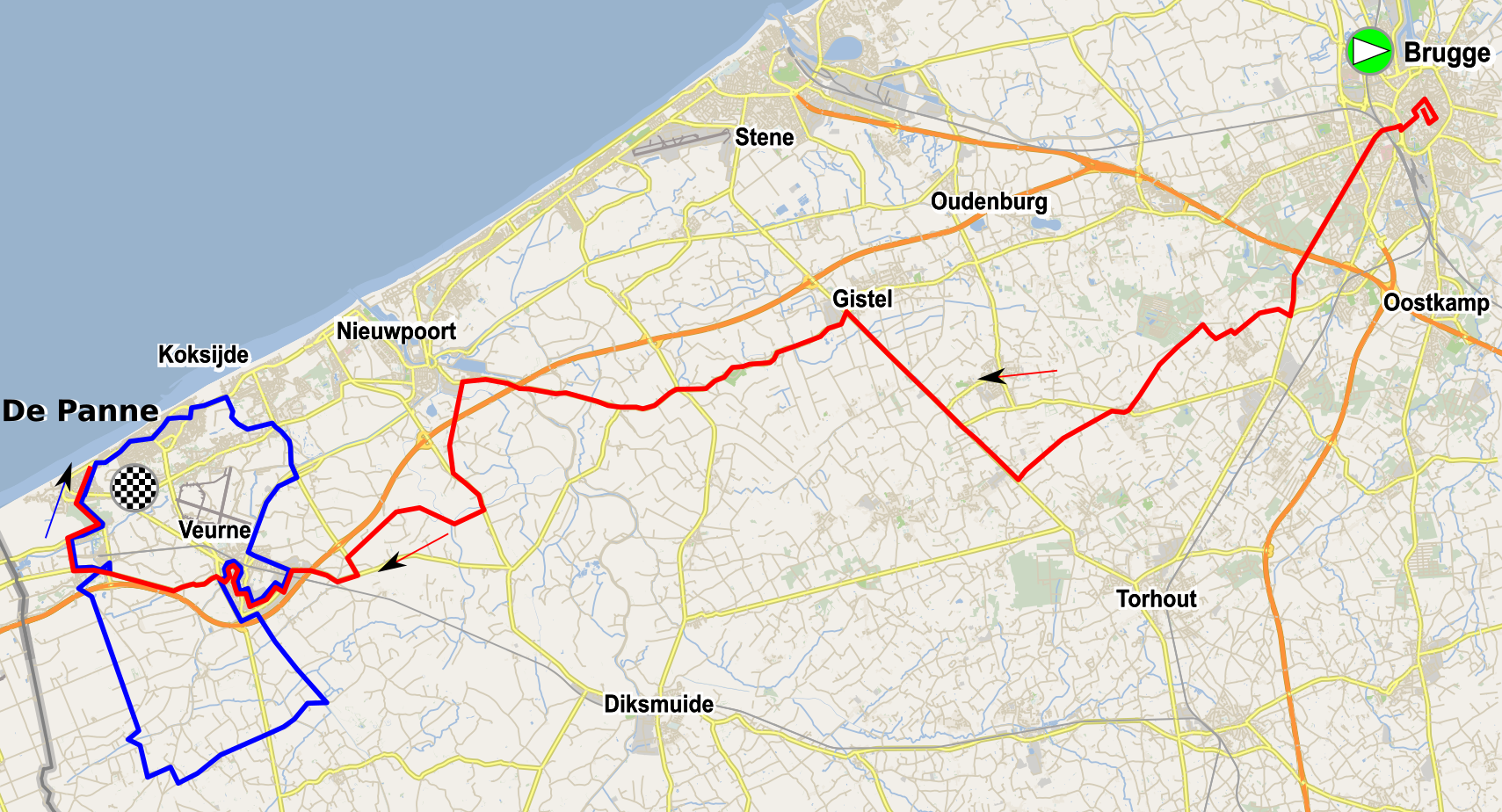
Tracciato della corsa

La Classic Brugge-De Panne 2023, quarantasettesima edizione della corsa e valevole come decima prova dell'UCI World Tour 2023 categoria 1.UWT, si svolse il 22 marzo 2023 su un percorso di 211 km, con partenza da Bruges e arrivo a De Panne, in Belgio. La vittoria fu appannaggio del belga Jasper Philipsen, il quale completò il percorso in 4h38'52", alla media di 45,398 km/h, precedendo l'olandese Olav Kooij ed il connazionale Yves Lampaert.

## Squadre e corridori partecipanti
| N.      | Cod. | Squadra               |
| ------- | ---- | --------------------- |
| 1-7     | SOQ  | Soudal Quick-Step     |
| 11-16   | JAY  | Team Jayco AlUla      |
| 21-27   | MOV  | Movistar Team         |
| 31-37   | ADC  | Alpecin-Deceuninck    |
| 41-47   | BOH  | Bora-Hansgrohe        |
| 51-57   | EFE  | EF Education-EasyPost |
| 61-67   | UAD  | UAE Team Emirates     |
| 71-77   | GFC  | Groupama-FDJ          |
| 81-87   | TFS  | Trek-Segafredo        |
| 91-97   | AST  | Astana Qazaqstan Team |
| 101-107 | TJV  | Jumbo-Visma           |

| N.      | Cod. | Squadra                  |
| ------- | ---- | ------------------------ |
| 111-117 | DSM  | Team DSM                 |
| 121-127 | TBV  | Bahrain Victorious       |
| 131-137 | COF  | Cofidis                  |
| 141-147 | ICW  | Intermarché-Circus-Wanty |
| 151-157 | ARK  | Team Arkéa-Samsic        |
| 161-167 | UXT  | Uno-X Pro Cycling Team   |
| 171-177 | IPT  | Israel-Premier Tech      |
| 181-187 | LTD  | Lotto Dstny              |
| 191-197 | TFB  | Team Flanders-Baloise    |
| 201-207 | TEN  | TotalEnergies            |
| 211-217 | BWB  | Bingoal WB               |

## Ordine d'arrivo (Top 10)
| Pos. | Corridore             | Squadra | Tempo    |
| ---- | --------------------- | ------- | -------- |
| 1    | Jasper Philipsen      | Alpecin | 4h38'52" |
| 2    | Olav Kooij            | Jumbo   | s.t.     |
| 3    | Yves Lampaert         | Soudal  | s.t.     |
| 4    | Frederik Frison       | Lotto   | a 1"     |
| 5    | Fabio Jakobsen        | Soudal  | a 21"    |
| 6    | Jonas Rickaert        | Alpecin | s.t.     |
| 7    | Cédric Beullens       | Lotto   | s.t.     |
| 8    | Stian Fredheim        | Uno-X   | s.t.     |
| 9    | Juan Sebastián Molano | UAE     | s.t.     |
| 10   | Marijn van den Berg   | EF      | s.t.     |